# 刺孢伞属
刺孢伞属（学名：Cibaomyces）是膨瑚菌科下的一个属。

## 下属物种
本属包括以下物种：
- 刺孢伞 Cibaomyces glutinis Zhu L.Yang, Y.J.Hao & J.Qin